# La vergogna (romanzo)
La vergogna (Shame) è un romanzo di Salman Rushdie del 1983.

## Trama
La storia ha luogo in una città chiamata "Q", una versione fittizia del Pakistan. A Q, una delle tre sorelle Shakil (Chunni, Munnee e Bunny) partorisce Omar Khayyám Shakil; dal momento che le tre sorelle erano contemporaneamente in stato di gravidanza avanzata al momento del parto, è impossibile sapere chi sia la vera madre di Omar. Oltretutto, esse sono anche incerte su chi sia il padre, visto che tutte e tre sono rimaste incinte ad una festa. Crescendo, Omar diventa malizioso e impara l'ipnosi. Come regalo di compleanno, le madri di Omar Khayyám Shakil gli permettono di andarsene da Q. Si iscrive ad una scuola ed è convinto dal suo insegnante a diventare dottore. Col tempo entra in contatto con Iskander Harappa e col Generale Raza Hyder.
Come la maggior parte delle opere di Rushdie, anche questa è scritta nello stile del realismo magico. Il romanzo narra le vite di Zulfikar Ali Bhutto (Iskander Harappa) e del Generale Muhammad Zia-ul-Haq (Generale Raza Hyder) e i rapporti tra di loro. Il tema centrale del romanzo è la violenza causata dalla vergogna. I concetti di "vergogna" e "essere senza vergogna" sono esplorati dai personaggi di Sufiya Zinobia e Omar Khayyám.
Il romanzo è stato finalista all'edizione 1983 del Booker Prize.

## Edizioni
- Salman Rushdie, La vergogna, Garzanti, 1991,  p. 343, ISBN 88-11-66798-4.